# یارتاشلی
یارتاشلی (به لاتین: Yartashly) یک منطقهٔ مسکونی در روسیه است که در باشقیرستان واقع شده‌است.